# Решение № 243 на Върховния съд
Решение № 243 на Върховния съд на България е прието на 12 април 1996 година. С него се отменят присъдите с мотив липса на доказателства, издадени от Втори състав на Народния съд на депутатите от XXV обикновено народно събрание. Заедно с Решение № 172 на Върховния съд тези две решения отменят присъдите на министрите от 56-о до 60-о правителство на България, регентите, царските съветници, депутатите от XXV ОНС, както и на военни лица. Втори състав на Народния съд осъжда общо 67 народни представители и 10 бивши министри. Обвиняеми по процеса са общо 134 души, от които осъдени 126 души. Съдът отменя присъдите на 124 от тях, като не отменя присъдите на Александър Гигов и Стефан Караиванов.

## Присъди[3]
- Александър Радолов – осъден на смърт, депутат от XXV ОНС
- Александър Цанков – осъден задочно на смърт, водач на българското правителство в изгнание и депутат от XXV ОНС
- Иван Русев – осъден на смърт, военен, бивш министър на вътрешните работи и народното здраве и депутат от XXV ОНС
- Константин Партов – осъден на смърт, бивш министър на правосъдието
- Михаил Йовов – осъден задочно на смърт, военен, депутат от XXV ОНС
- Никола Логофетов – осъден на смърт, бивш председател на Народното събрание, депутат от XXV ОНС
- Рашко Атанасов – осъден на смърт, военен, депутат от XXV ОНС
- Сирко Станчев, осъден на смърт, адютант на Цар Борис III и депутат от XXV ОНС
- Спас Ганев – осъден на смърт и конфискация на имуществото, бивш министър на обществените сгради, пътищата и благоустройството и депутат от XXV ОНС
- Славейко Василев – осъден на смърт посмъртно, бивш министър на външните работи и изповеданията и депутат от XXV ОНС
- Христо Калфов – осъден на смърт, бивш министър на външните работи и изповеданията и депутат от XXV ОНС
- Стоян Никифоров – осъден на смърт, бивш министър на търговията промишлеността и труда, депутат от XXV ОНС
- Тодор Кожухаров – осъден на смърт, бивш министър на железниците, пощите и телеграфите, депутат от XXV ОНС
- Делчо Тодоров – осъден на смърт, депутат от XXV ОНС
- Димитър Пешев – осъден на 15 години затвор, подпредседател на XXV ОНС[4]
- Божил Пращилов – осъден на смърт, депутат от XXV ОНС
- Георги Липовански – осъден на смърт, депутат от XXV ОНС
- Димитър Тонев – осъден на смърт, депутат от XXV ОНС
- Еню Клянтев – осъден на смърт, депутат от XXV ОНС
- Иван Гърков – осъден на смърт, депутат от XXV ОНС
- Марин Тютюнджиев – осъден на смърт, депутат от XXV ОНС
- Найден Стоичков – осъден на смърт, депутат от XXV ОНС
- Руси Маринов – осъден на смърт, депутат от XXV ОНС
- Александър Гигов – осъден на смърт, депутат от XXV ОНС
- Борис Попов – осъден на смърт, депутат от XXV ОНС
- Георги Попов – осъден на смърт, депутат от XXV ОНС
- Димитър Андреев – осъден на смърт, депутат от XXV ОНС
- Жико Струнджев – осъден на смърт, депутат от XXV ОНС
- Иван Керимидчиев – осъден на смърт, депутат от XXV ОНС
- Марко Сакарски – осъден на смърт, депутат от XXV ОНС
- Никола Градев – осъден на смърт, депутат от XXV ОНС
- Божко Ковачев – осъден на смърт, депутат от XXV ОНС
- Георги Шишков – осъден на смърт, депутат от XXV ОНС
- Димитър Арнаудов – осъден на смърт, депутат от XXV ОНС
- Найден Маринов – осъден на смърт, депутат от XXV ОНС
- Стефан Багрилов – осъден на смърт, депутат от XXV ОНС
- Симеон Наумов – осъден на смърт, депутат от XXV ОНС
- Тотьо Маров – осъден на смърт, депутат от XXV ОНС
- Иван Батембергски – осъден на смърт, депутат от XXV ОНС
- Кирил Минков – осъден на смърт, депутат от XXV ОНС
- Васил Чобанов – осъден на смърт, депутат от XXV ОНС
- Гавраил Ленков – осъден на смърт, депутат от XXV ОНС
- Иван Петров – осъден на смърт, депутат от XXV ОНС
- Киро Арнаудов – осъден на смърт, депутат от XXV ОНС
- Милети Петков – осъден на смърт, депутат от XXV ОНС
- Никола Султанов – осъден на смърт, депутат от XXV ОНС
- Стефан Караиванов – осъден на смърт, депутат от XXV ОНС
- Александър Загоров – осъден на смърт, депутат от XXV ОНС
- Васил Василев – осъден на смърт, депутат от XXV ОНС
- Димитър Марчев – осъден на смърт, депутат от XXV ОНС
- Дени Недков – осъден на смърт, депутат от XXV ОНС
- Косю Анев – осъден на смърт, депутат от XXV ОНС
- Светослав Павлов – осъден на смърт, депутат от XXV ОНС
- Иван Минков – осъден на смърт, депутат от XXV ОНС
- Петър Великов – осъден на смърт, депутат от XXV ОНС
- Стефан Йосифов – осъден на смърт, депутат от XXV ОНС
- Стамо Пенчов – осъден на смърт, депутат от XXV ОНС
- Ангел Сивинов – осъден на смърт, депутат от XXV ОНС
- Велизар Багаров – осъден на смърт, депутат от XXV ОНС
- Димитър Икономов – осъден на смърт, депутат от XXV ОНС
- Лазар Попов – осъден на смърт, депутат от XXV ОНС
- Никола Василев – осъден на смърт, депутат от XXV ОНС
- Петко Кършев – осъден на смърт, депутат от XXV ОНС
- Спас Поповски – осъден на смърт, депутат от XXV ОНС
- Серафим Апостолов – осъден на смърт, депутат от XXV ОНС
- Цветко Кръстев – осъден на смърт, депутат от XXV ОНС
- Деню Чолаков – осъден на смърт, депутат от XXV ОНС
- Игнат Хайдудов – осъден на смърт, депутат от XXV ОНС